# Sibirische Aprikose
Die Sibirische Aprikose (Prunus sibirica) ist eine Pflanzenart aus der Gattung Prunus in der Familie der Rosengewächse (Rosaceae). Sie gehört wie die Aprikose zur Sektion Armeniaca in der Untergattung Prunus. Der chinesische Trivialname ist 山杏 shan xing.

## Beschreibung

### Vegetative Merkmale
Die Sibirische Aprikose wächst als laubabwerfender Strauch oder kleiner Baum und erreicht Wuchshöhen von 2 bis zu 5 Metern. Sie ist sehr frostbeständig und kann Temperaturen bis −45 °C überstehen. Die Borke ist dunkelgrau. Die Rinde der Zweige ist rötlich bis dunkelbraun, anfangs spärlich flaumig behaart, aber bald kahl. Die Äste sind ausgebreitet. Die rötlich-braunen Winterknospen sind eiförmig bis konisch und 2 bis 4 mm lang. Die Ränder der Knospenschuppen sind flaumig behaart.
Die wechselständigen Laubblätter sind in Blattstiel und Blattspreite gegliedert. Der anfangs flaumig behaarte, aber bald kahle, rote Blattstiel besitzt eine Länge von 2 bis 3,5 cm und nur kleine oder keine Nektardrüsen. Die einfache, eiförmige bis fast kreisförmige, zugespitzte Blattspreite besitzt eine Länge von, selten ab 3, üblich ab 5 bis 10 Zentimetern und eine Breite von, selten ab 2,5, üblich ab 4 bis 7 Zentimetern mit einer gerundeten bis herzförmigen Basis. Entweder sind beide Blattflächen anfangs rötlich und flaumig behaart, später glänzend grün und kahl oder nur die Blattunterseite ist an den Verzweigungen der Blattadern flaumig behaart. Der Blattrand ist stumpf, winzig gesägt. Es sind Nebenblätter vorhanden.

### Generative Merkmale
Vom März bis April öffnen sich vor den Laubblättern die einzeln stehenden Blüten. Der Blütenstiel besitzt eine Länge von 1 bis 2 mm. Der glockenförmige Blütenbecher (Hypanthium) ist außen purpurrot und an der Basis kahl oder leicht flaumig behaart. Die zwittrige, mit einem Durchmesser von 1,5 bis 3,5 cm radiärsymmetrische Blüte ist fünfzählig mit doppelten Perianth. Die fünf Kelchblätter sind länglich-elliptisch und während der Blütezeit zurückgebogen. Die fünf freien, fast kreisförmigen bis verkehrt-eiförmigen Kronblätter sind weiß mit rosafarbenen Adern. Die vielen freien Staubblätter sind fast so lang wie die Kronblätter. Der oberständige Fruchtknoten ist flaumig behaart.
Die zusammengedrückt kugelige Steinfrucht ist kaum essbar und besitzt einen Durchmesser von 1,5 bis 2,5 Zentimetern. Sie ist gelb bis orange-rot, aber auf der der Sonne zugewandten Seite rötlich gefärbt und kann bereift sein. Das trockene und kompakte, 2,5 bis 3 mm dicke Mesokarp trennt sich leicht vom Endokarp und öffnet sich entlang der Bauchnaht bei Reife. Das Endokarp ist mit einem Durchmesser von 1,2 bis 2,2 cm seitlich zusammengedrückt kugelig mit glatter Oberfläche. Der Samen ist mehr oder weniger bitter. Die Früchte reifen von Juni bis Juli.

## Verwendung
In China wird die Sibirische Aprikose auf rund 1,7 Millionen Hektar zur Ölgewinnung angebaut. Knapp 200.000 Tonnen Öl werden pro Jahr geerntet. Der Samen enthält 45 bis 58 % Öl. Dieses besteht zu 65 % aus Ölsäure, zu 29 % aus Linolsäure, zu 4 % aus Palmitinsäure und zu 1 % aus Stearinsäure. Es wird zur Herstellung von Schmiermitteln, Netzmitteln und Kosmetika verwendet sowie in der Lebensmittelproduktion. Eine Verwendung zur Herstellung von Biodiesel befindet sich noch in der Erprobung.

## Verbreitung
Die Sibirische Aprikose besitzt Vorkommen in Russland, Korea, der Mongolei und den chinesischen Provinzen Gansu, Hebei, Heilongjiang, Henan, Jilin, Liaoning, Nei Mongol, Ningxia, Shaanxi, Shanxi. 
In China gedeiht Prunus sibirica in Wäldern, Gebüschen, bergigen Regionen, hügeligen Grasländern, in Flusstälern, an Hängen und trockenen sonnigen Hängen in Höhenlagen zwischen 400 und 2500 Metern.

## Systematik
Der Artname Prunus sibirica wurde 1753 durch Carl von Linné in Species Plantarum, 1, S. 474 erstveröffentlicht. Prunus sibirica gehört zur Sektion Armeniaca in der Untergattung Prunus innerhalb der Gattung Prunus.
Es gibt vier Varietäten:
- Armeniaca sibirica var. multipetala G.S.Liu & L. B.Zhang: Die Blattspreite und der Blattstiel sind kahl. Die Blüten sind gefüllt mit einem Durchmesser von 3 bis 3,5 cm. Sie kommt natürlich nur an Hängen in Höhenlagen von etwa 400 Metern im östlichen Hebei (Qinglong Xian) vor.
- Armeniaca sibirica var. pleniflora J.Y.Zhang et al.: Die Blattspreite und der Blattstiel sind anfangs flaumig behaart. Die Blüten sind gefüllt mit einem Durchmesser von 3 bis 3,5 cm. Sie kommt natürlich nur in bergigen Regionen in Höhenlagen von etwa 800 Metern im westlichen Liaoning (Beipiao Xian) vor.
- Armeniaca sibirica var. pubescens Kostina: Die Blattspreite und der Blattstiel sind anfangs flaumig behaart, später sind nur noch die Verzweigungen der Blattadern auf der Blattunterseite flaumig behaart. Die Blüten sind einfach mit einem Durchmesser von 1,5 bis 2 cm.
- Armeniaca sibirica L. var. sibirica: Die Blattspreite und der Blattstiel sind meist kahl. Die Blüten sind einfach mit einem Durchmesser von 1,5 bis 2 cm.